# 제레미아 존슨
제레미아 존슨(Jeremiah Johnson)은 미국에서 제작된 시드니 폴락 감독의 1972년 드라마, 서부 영화이다. 로버트 레드포드 등이 주연으로 출연하였고 조 위전 등이 제작에 참여하였다.

## 출연

### 주연
- 로버트 레드포드
- 윌 기어

### 조연
- 델 볼튼
- 조쉬 알비
- 조아퀸 마르티네즈
- 알린 앤 맥레리
- 스테판 기에라쉬
- 리처드 앵가로라
- 폴 베네딕트
- 찰스 타이너
- 잭 콜빈
- 맷 클라크
- 타냐 터커

## 제작진
- 협력프로듀서: 존 R. 쿠넌
- 협력프로듀서: 마이크 모더
- 조감독: 마이크 모더
- 의상: 웨슬리 제프리즈
- 배역: 린 스터마스터
- 프로덕션매니저: 존 R. 쿠넌

## 같이 보기
- 생존 영화